# Новичихинська сільська рада
Новичи́хинська сільська рада (рос. Новичихинский сельский совет) — сільське поселення у складі Новичихинського району Алтайського краю Росії.
Адміністративний центр — село Новичиха.

## Населення
Населення — 4267 осіб (2019; 4402 в 2010, 4665 у 2002).

## Склад
До складу сільської ради входять:
| Населений пункт   | Населення, осіб (2002) | Населення, осіб (2010) |
| ----------------- | ---------------------- | ---------------------- |
| Мамонтово, селище | 170                    | 118                    |
| Новичиха, село    | 4495                   | 4284                   |